# Casa dei Signori della Missione

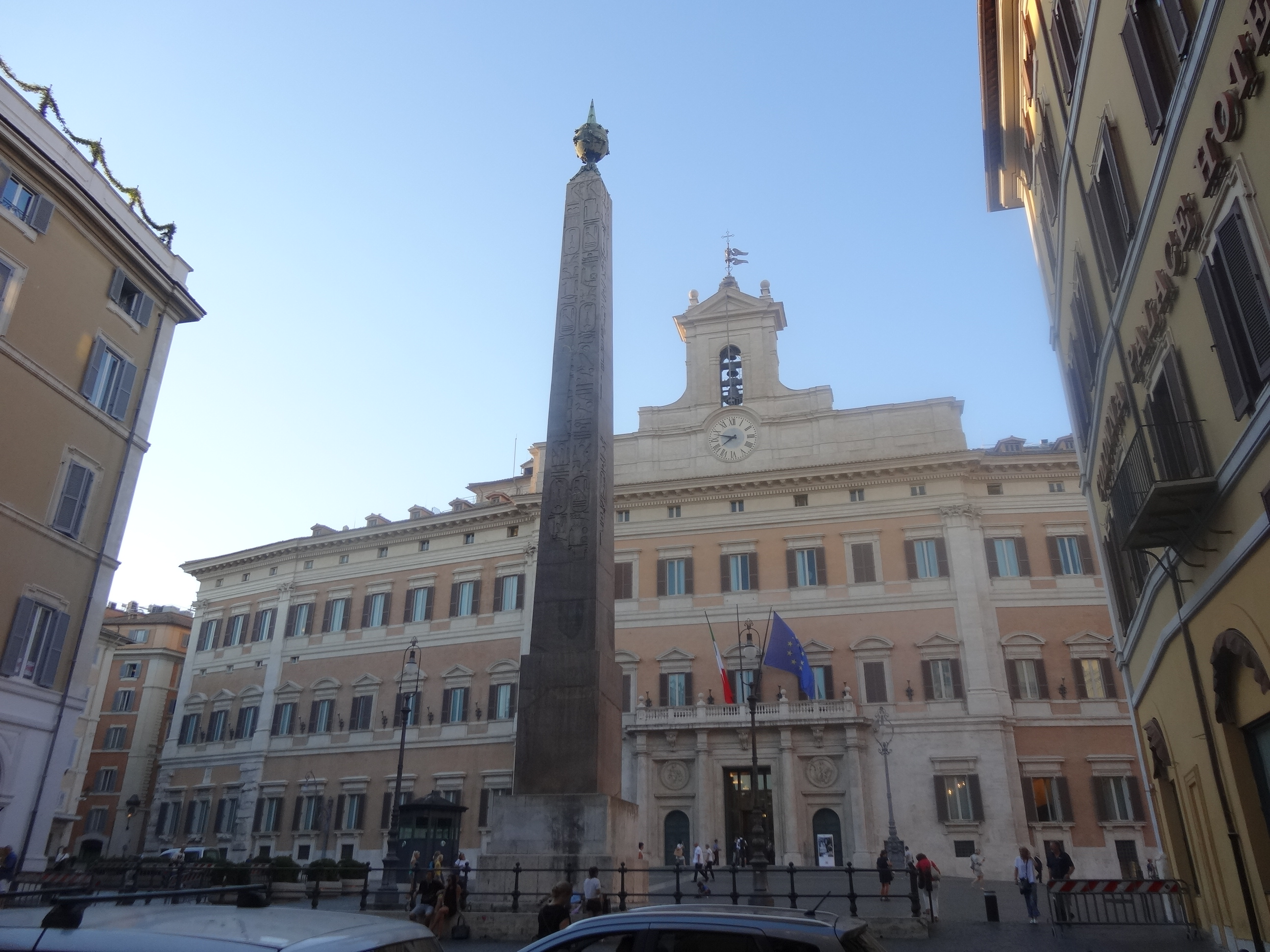
Vista do Palazzo di Montecitorio. A Casa dei Signori é o edifício na extremidade esquerda, do outro lado da Via della Missione. Em primeiro plano, o Obelisco Montecitório.

Casa dei Signori della Missione ou Casa della Congregazione della Missione é um palácio localizado na esquina da Via della Missione com a Via deglio Uffici del Vigario, no rione Colonna de Roma.

## História
A Congregação da Missão ("lazaristas"), fundada por São Vicente de Paula em 1625 em Paris, comprou, com a ajuda da duquesa de Aiguillon, Maria Maddalena de Vignerot, uma vasta área com jardim vizinha da "Cúria de Inocêncio" na qual foi construída a igreja da Santissima Trinità della Missione e a vizinha Casa dei Signori della Missione.

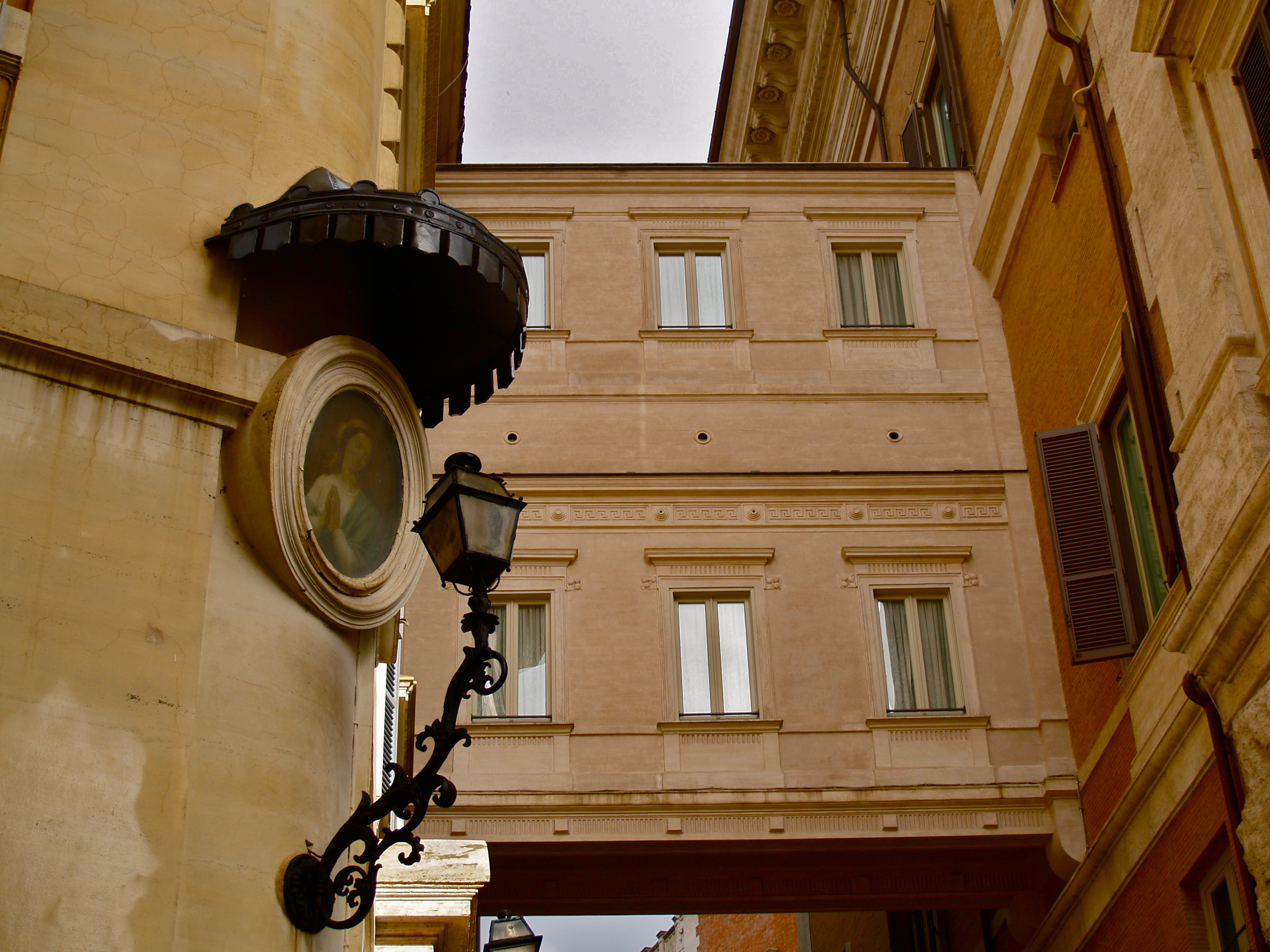
A ponte coberta ligando o Palazzo di Montecitorio e a Casa dei Signori sobre a Via della Missione. Em primeiro plano, o pequeno santuário mariano afixado na esquina do palácio de frente para a Piazza di Montecitorio.

A estrutura original do edifício remonta ao final do século XVI, quando pertencia ao cardeal Domenico Toschi. O edifício foi reformado por seus familiares em 1618 e depois vendido ao futuro cardeal Nicolò Guidi di Bagno em 1622, de quem a Congregação o adquiriu em 1659. A igreja foi reconstruída entre 1739 e 1743 com base num projeto de Bernardo della Torre e com financiamento do cardeal Giacomo Lanfredini. Em 1749, a casa anexa também foi reconstruída. O complexo foi expropriado entre 1876 e 1914, depois da unificação da Itália, e a igreja, ainda hoje conservada, foi desconsagrada. Atualmente, a Via della Missione é caracterizada por uma ponte coberta que liga a Casa dei Signori ao Palazzo di Montecitorio, construída quando os antigos edifícios da Congregação passaram a abrigar escritórios de grupos políticos parlamentares. O complexo, que fica de esquina para Piazza di Montecitorio, conta ainda com um pequeno santuário do século XVIII afixado na fachada no local.
Atualmente o palácio é um anexo da Câmara dos Deputados italiana, um complexo que inclui ainda a antiga igreja de San Gregorio Nazianzeno e o pátio anexo.

## Descrição
A fachada na Via della Missione se apresenta em quatro pisos com nove janelas cada um, arquitravadas nos primeiros dois e emolduradas nos demais. No piso térreo se abrem dois portais, um no número 1, logo depois da rusticação na esquina, com tímpano quebrado, correspondente à entrada original do convento e o outro, no número 7, correspondente à entrada original do século XVI. Durante as escavações no jardim dos padres lazaristas, foi descoberta, em 1703, a "Coluna Antonina" e, mais tarde, em 1907, durante as obras de ampliação do Palazzo di Montecitorio, foram descobertos restos de um ustrino de Antonino Pio e de sua mulher, a imperatriz Faustina.